# آیل بروئرز
آیل بروئرز (به انگلیسی: Isle Brewers) یک روستا و محله مدنی در بریتانیا است که در سامرست جنوبی واقع شده‌است. آیل بروئرز ۱۵۰ نفر جمعیت دارد.